# Crépy (Aisne)
Pour les articles homonymes, voir Crépy.
Crépy, anciennement « Crépy-en-Laonnois », est une commune française située dans le département de l'Aisne, en région Hauts-de-France.

## Géographie

### Localisation
- 1Carte dynamique
- 2Carte OpenStreetMap
- 3Carte topographique

Crépy est située à 32 km au sud-est de Saint-Quentin, à 53 km au nord-ouest de Reims et à trente kilomètres au nord-est de Soissons, et est sur le tracé de l'ancienne route nationale 44 (actuelle RD 1044).
Le bourg est desservi par la gare de Crépy - Couvron, point d'arrêt non géré sur la ligne d'Amiens à Laon, desservie par des trains régionaux TER Hauts-de-France.
Le territoire de la commune est limitrophe de neuf communes.

| Fourdrain                           | Couvron-et-Aumencourt | Vivaise        |
| Brie                                | Crépy                 | Besny-et-Loizy |
| Saint-Nicolas-aux-Bois Saint-Gobain | Bucy-lès-Cerny        | Cerny-lès-Bucy |

### Hameaux et écarts
Les hameaux de Crépy :
- Vertefeuille, à trois kilomètres vers Saint-Quentin ;
- les fermes de But et Dandry ;
- le Morieulois et Bellevue.

### Hydrographie
La commune est située dans le bassin Seine-Normandie. Elle est drainée par le Rucher, le ruisseau du Sart Labbe et le cours d'eau 01 de la commune de Crépy,,.
Le Rucher, d'une longueur de 16 km, prend sa source dans la commune  et se jette  dans la Serre à Assis-sur-Serre, après avoir traversé cinq communes.
Le ruisseau du Sart Labbe, d'une longueur de 14 km, prend sa source dans la commune  et se jette  dans l'Ardon à Chivy-lès-Étouvelles, après avoir traversé huit communes.

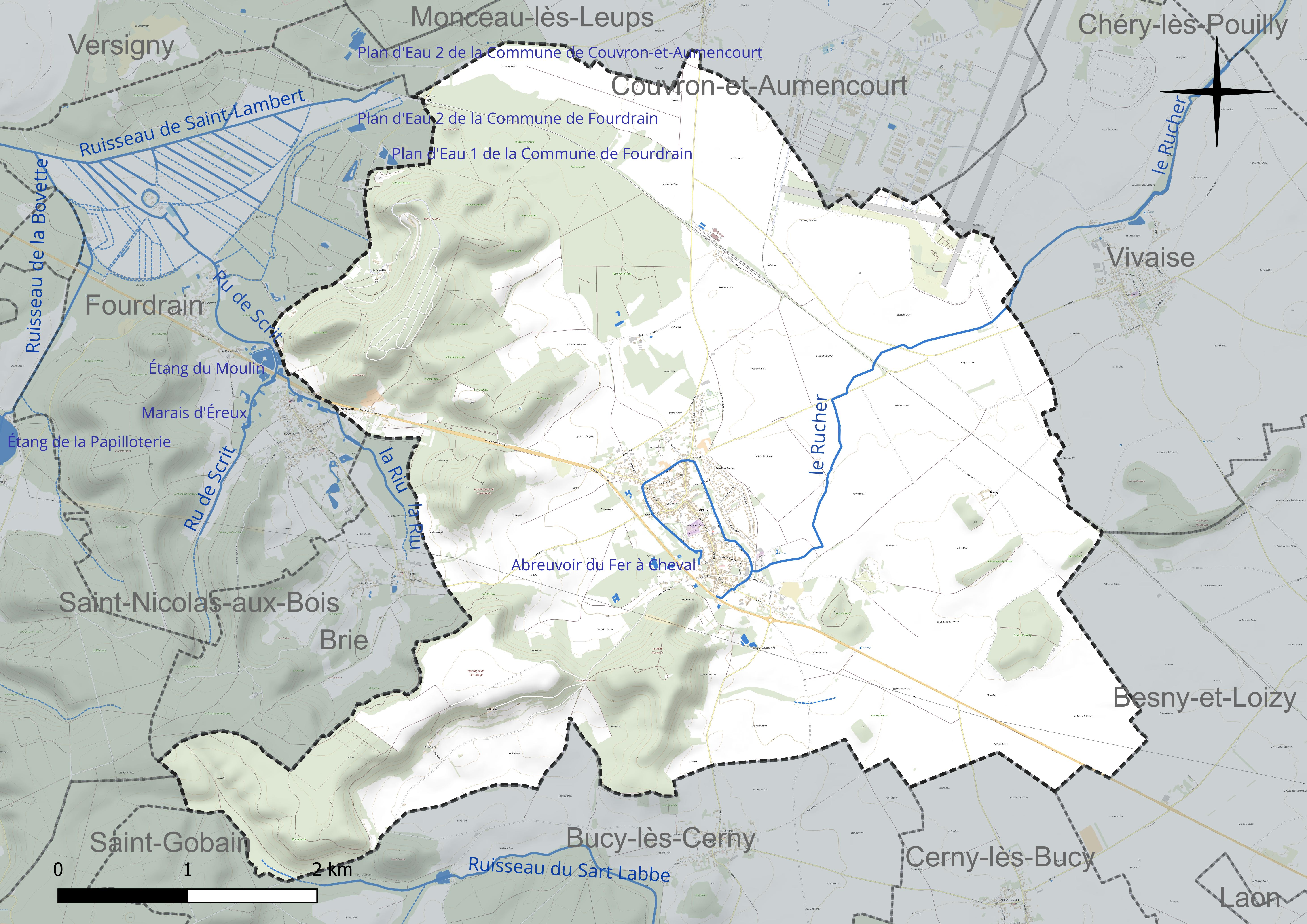
Réseau hydrographique de Crépy.

Un plan d'eau complète le réseau hydrographique : l'Abreuvoir du Fer à Cheval (0,1 ha),.

### Climat
Pour des articles plus généraux, voir Climat des Hauts-de-France et Climat de l'Aisne.
En 2010, le climat de la commune est de type climat océanique dégradé des plaines du Centre et du Nord, selon une étude du CNRS s'appuyant sur une série de données couvrant la période 1971-2000. En 2020, Météo-France publie une typologie des climats de la France métropolitaine dans laquelle la commune est exposée à un climat océanique altéré et est dans la région climatique Nord-est du bassin Parisien, caractérisée par un ensoleillement médiocre, une pluviométrie moyenne régulièrement répartie au cours de l'année et un hiver froid (3 °C).
Pour la période 1971-2000, la température annuelle moyenne est de 10,4 °C, avec une amplitude thermique annuelle de 15,1 °C. Le cumul annuel moyen de précipitations est de 731 mm, avec 12,6 jours de précipitations en janvier et 8,7 jours en juillet. Pour la période 1991-2020, la température moyenne annuelle observée sur la station météorologique la plus proche, située sur la commune d'Aulnois-sous-Laon à 7 km à vol d'oiseau, est de 11,0 °C et le cumul annuel moyen de précipitations est de 685,6 mm,. Pour l'avenir, les paramètres climatiques de la commune estimés pour 2050 selon différents scénarios d'émission de gaz à effet de serre sont consultables sur un site dédié publié par Météo-France en novembre 2022.

## Urbanisme

### Typologie
Au 1er janvier 2024, Crépy est catégorisée bourg rural, selon la nouvelle grille communale de densité à 7 niveaux définie par l'Insee en 2022.
Elle est située hors unité urbaine. Par ailleurs la commune fait partie de l'aire d'attraction de Laon, dont elle est une commune de la couronne,. Cette aire, qui regroupe 106 communes, est catégorisée dans les aires de 50 000 à moins de 200 000 habitants,.

### Occupation des sols
L'occupation des sols de la commune, telle qu'elle ressort de la base de données européenne d'occupation biophysique des sols Corine Land Cover (CLC), est marquée par l'importance des territoires agricoles (61,9 % en 2018), en diminution par rapport à 1990 (63,5 %). La répartition détaillée en 2018 est la suivante : 
terres arables (59 %), forêts (28,5 %), zones urbanisées (5,5 %), zones industrielles ou commerciales et réseaux de communication (4,1 %), prairies (1,9 %), zones agricoles hétérogènes (1 %).
L'évolution de l'occupation des sols de la commune et de ses infrastructures peut être observée sur les différentes représentations cartographiques du territoire : la carte de Cassini (XVIIIe siècle), la carte d'état-major (1820-1866) et les cartes ou photos aériennes de l'IGN pour la période actuelle (1950 à aujourd'hui).

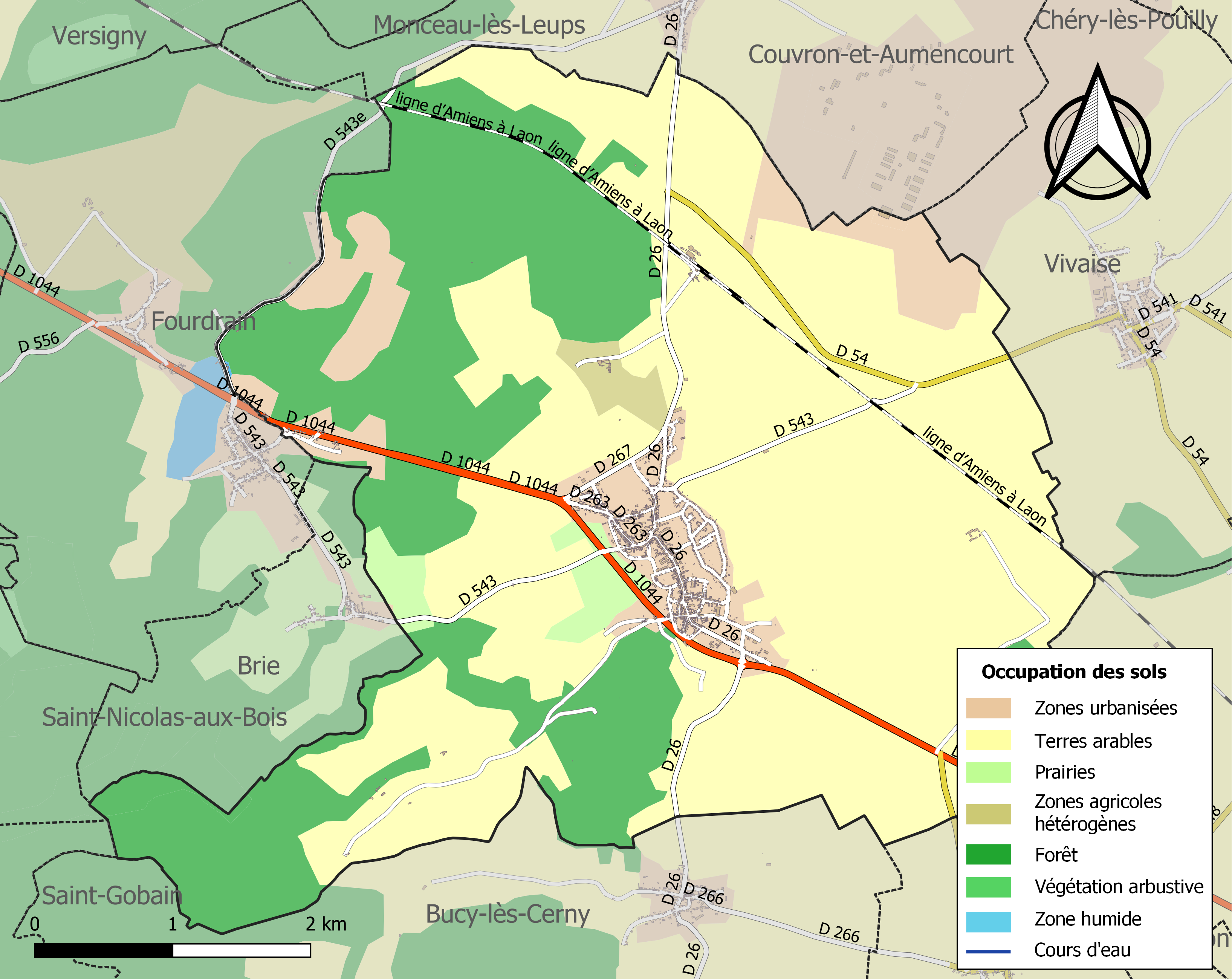
Carte des infrastructures et de l'occupation des sols de la commune en 2018 (CLC).

## Toponymie
Crépy est issu de l'anthroponyme latin Crispus (« Le Frisé »), suivi du suffixe -acum désignant l'appartenance d'un domaine à un homme.

## Histoire
Le site de Crépy est d'origine très ancienne : une hache celtique en silex a été trouvée dans la montagne de Crépy et la présence des Mérovingiens est acquise,.
Crépy, site défensif gallo-romain, était probablement un vicus (petit bourg) dès le VIIe siècle. Au XIe siècle, la ville était propriété des  moines de Saint-Vincent de Laon puis de ceux de Saint-Jean de la même ville, et enfin des rois de France qui la gardèrent jusqu'en 1780.
Crépy a été érigée en commune en 1184 sous le règne de Philippe Auguste. Elle compte parmi celles qui porteront assistance au roi lors de la bataille de Bouvines,. Le sceau de la commune de Crépy-en-Laonnois était de forme ovale, il représentait saint Pierre assis et tenant un livre à senestre et à dextre deux clés adossées, on voyait à contre-scel une main tenant également deux clés adossées ; on lisait l'inscription suivante : « Claves Beati Petri ».

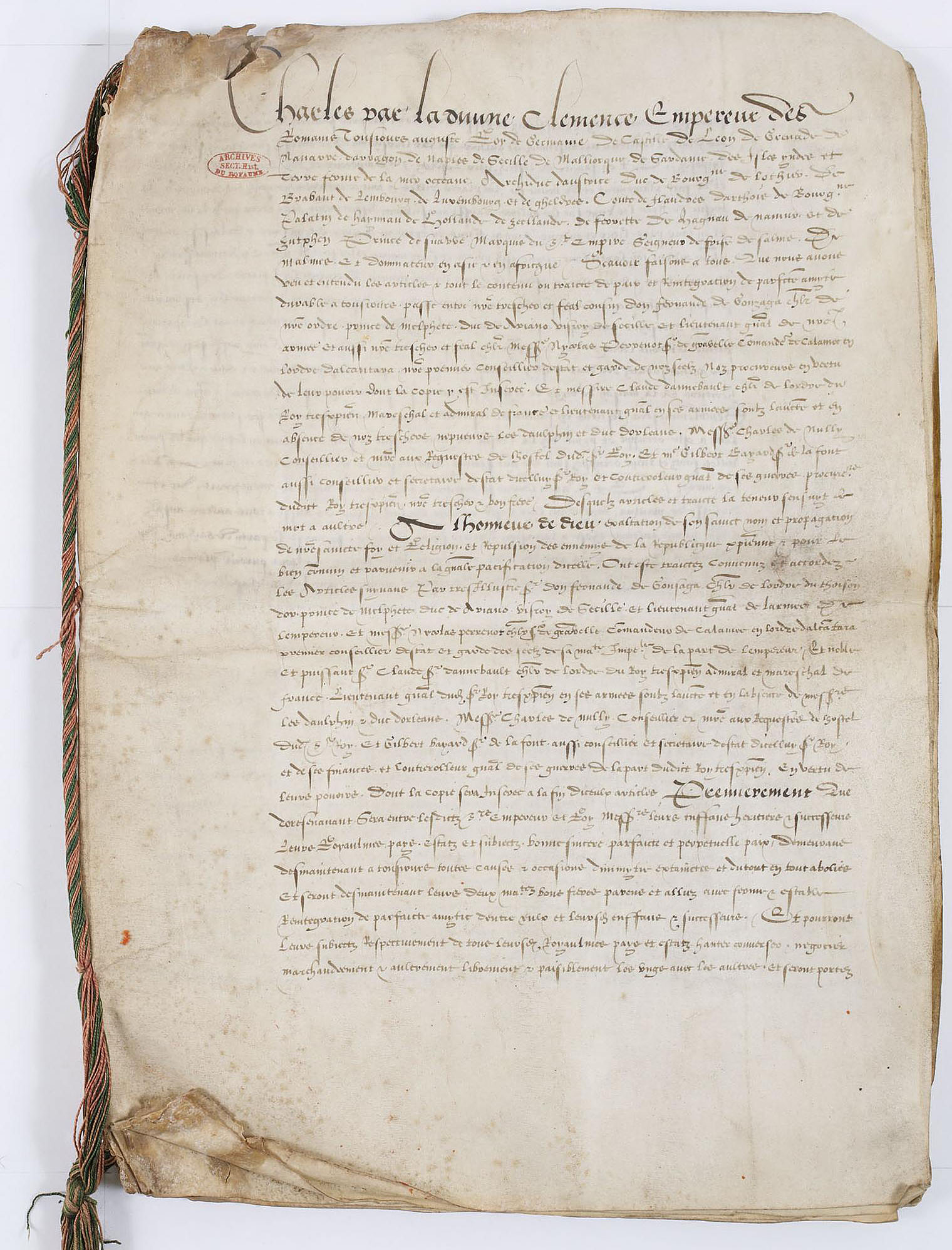
Une des pages du traité de 1544.

Un traité de paix, la trêve de Crépy-en-Laonnois, y fut signé entre Charles Quint et François Ier en 1544.
La ville a été concernée par de nombreux conflits armés, et a été prise par les Anglais en 1373, les Bourguignons, puis les Armagnacs en 1418, les Bourguignons de nouveau en 1420, les calvinistes en 1568, les Ligueurs en 1590 : 
- Guerre de Cent Ans (1337-1453)[24],[25],[20],[21] : début de la construction des remparts en 1358, fin de la construction 1377. L'objectif est de fortifier la ville contre l'invasion anglaise avec l'autorisation du régent Charles V le Sage, fils du roi Jean II le Bon fait prisonnier des Anglais en 1356. En 1338, Crépy, place forte, est saccagée par les Anglais. En 1359, ils tentent de nouveau de s'en emparer, et sont repoussés. Ils pillent la ville en 1373.

- Guerre civile entre Armagnacs et Bourguignons[20],[21] : la ville est enlevée sur les Bourguignons par les Armagnacs en 1418, puis reprise par les Bourguignons de nouveau en 1420.

Les habitants de Laon, qui avaient vu de mauvais œil élever les fortifications de Crépy, saisissent cette occasion pour en demander la démolition au duc de Bourgogne qui la leur accorde.
- Conflit entre Royaume de France (François Ier) et le Saint-Empire romain germanique (Charles Quint)[20],[25],[21]: un traité de paix y est signé entre Charles Quint et François 1er  le 18 septembre 1544. Charles Quint avait investi la Champagne et faisait route vers Boulogne pour rejoindre Henri VIII.
- Conflit entre calvinistes et catholiques[20],[21] : les calvinistes s'emparent de la ville en 1568, le duc de Mayenne et les ligueurs l'assiègent en 1590, puis après un premier échec réussissent à s'en emparer. Une partie des habitants est massacrée. Les habitants de Laon, toujours acharnés contre leurs voisins, en rasent les fortifications. Henri de Navarre devenu Henri IV fait reconstruire les remparts de la ville. Les guerres de Religion cessent avec l'Édit de Nantes.
- Conflit entre Français et Espagnols (guerre de Trente Ans 1618-1648)[26],[21] : la guerre de Trente Ans oppose Espagnols et Français : le nord de l'Aisne et de la Somme sont occupés.
- Conflits durant la Fronde[27] : en 1649, le bourg est pillé deux fois par les troupes étrangères au service de France et neuf ans après, les soldats du régiment de Wurtemberg de passage à Crépy y mettent le feu ; soixante-dix maisons sont détruites par les flammes.

- Première Guerre mondiale

La commune a subi des destructions pendant la guerre et a  été décoré de la Croix de guerre 1914-1918, le 21 juillet 1922.
Les activités économiques au XIXe siècle
L'exploitation des actes d'état civil numérisés des Archives départementales de Crépy de 1805 à 1905 donne un bon aperçu sur l'ensemble des activités de la commune.
Sur la période étudiée, la population est majoritairement constituée de manouvriers et d'ouvriers sans que les informations données dans les actes nous fournissent un éclairage précis sur les secteurs d'activités dans lesquels ils travaillent.
Il apparaît, au regard des indications portées sur les actes, que l'on peut distinguer plusieurs dominantes de la vie économique de la commune sur cette période.
Jusqu'aux années 1860, le vignoble a marqué l'activité avec ses métiers dérivés (tonneliers, cerceliers, marchand de vins, vinaigriers...) parallèlement à l'élevage avec ses bergers, pâtres, proyers et bouviers, à la culture sur des exploitations aux mains de quelques familles de propriétaires, au textile avec ses mulquiniers, drapiers, tailleurs d'habits, couturières et autres activités dérivées, ainsi qu'à l'exploitation de la forêt, avec bûcherons et scieurs de long et l'exploitation des carrières avec ses chaufourniers, cribleurs et casseurs de grès.

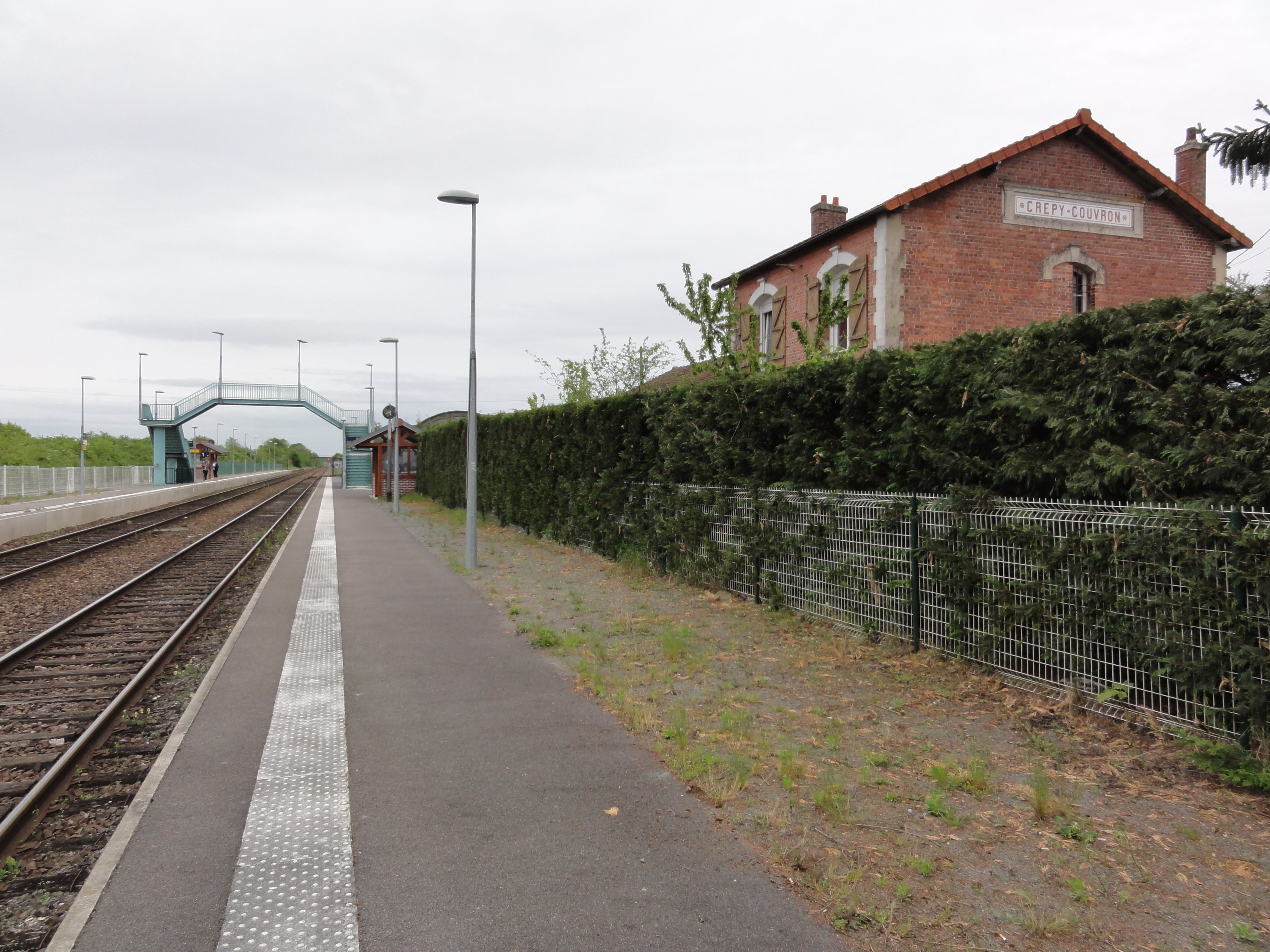
La gare de Crépy-Couvron.

Si ces secteurs d'activité économique, à l'exception du vignoble, ont perduré, l'activité a ensuite été marquée par la fabrique de sucre et le Chemin de Fer du Nord. Sur l'ensemble de la période l'armée est également très présente bien que les régiments d'Infanterie soient stationnés sur La Fère.
Il apparaît également que la commune était dotée de nombreux services administratifs  (Contributions indirectes, Poste et Télégraphe....) et de santé (chirurgiens, officiers de santé, sages-femmes, pharmaciens), et que de nombreux artisans et commerçants avaient pignon sur rue.
Par ailleurs la commune était au centre d'une activité particulière pour bon nombre de foyers, à savoir celle qui consistait à accueillir en nourrice des enfants abandonnés en provenance des Hospices de Paris et de Laon.

## Politique et administration

### Découpage territorial

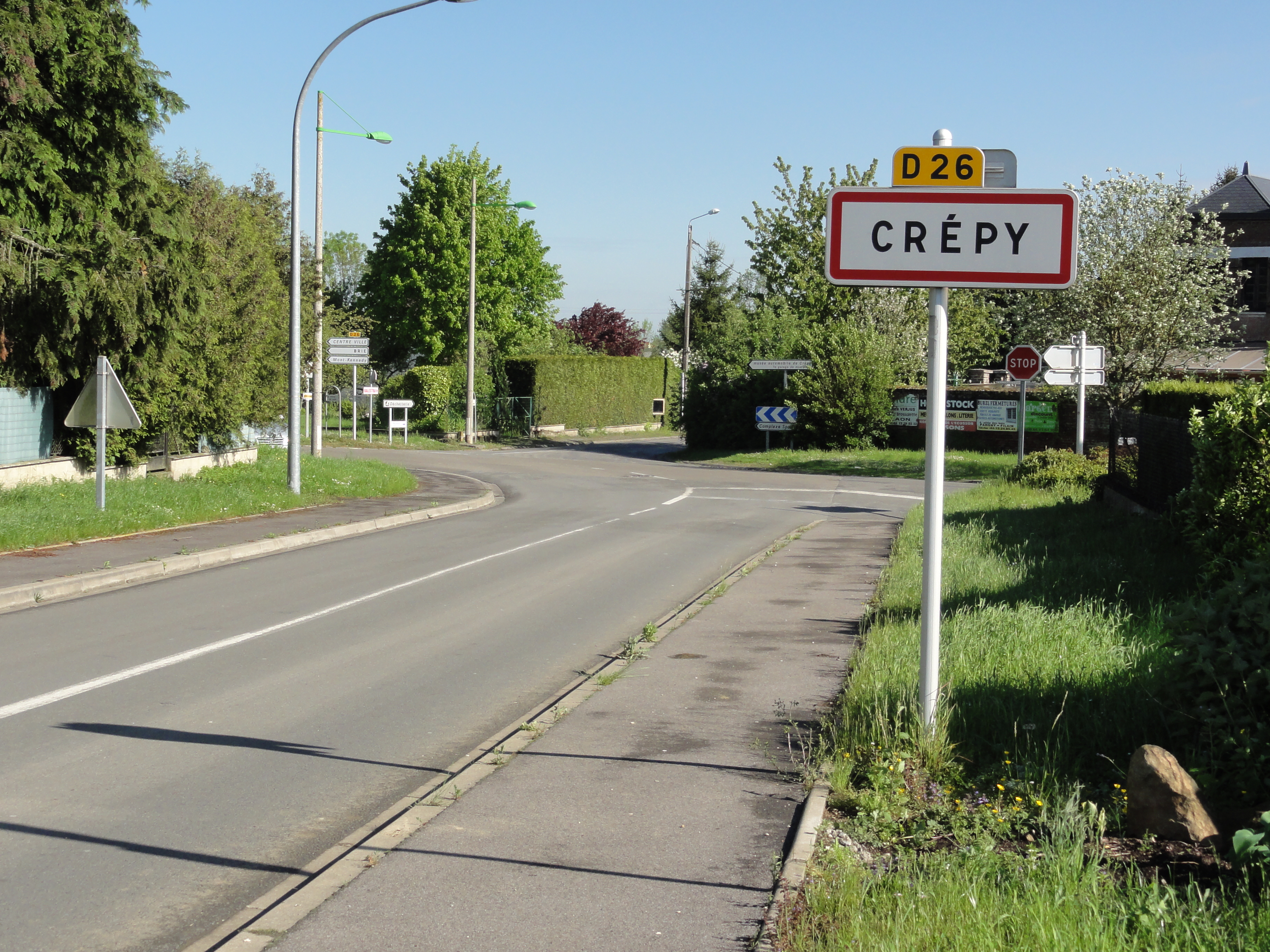
Entrée de Crépy.

La commune de Crépy est membre de la communauté d'agglomération du Pays de Laon, un établissement public de coopération intercommunale (EPCI) à fiscalité propre créé le 1er janvier 2014 dont le siège est à Aulnois-sous-Laon. Ce dernier est par ailleurs membre d'autres groupements intercommunaux.
Sur le plan administratif, elle est rattachée à l'arrondissement de Laon, au département de l'Aisne et à la région Hauts-de-France. Sur le plan électoral, elle dépend du  canton de Laon-1 pour l'élection des conseillers départementaux, depuis le redécoupage cantonal de 2014 entré en vigueur en 2015, et de la première circonscription de l'Aisne  pour les élections législatives, depuis le dernier découpage électoral de 2010.

### Administration municipale
| Période                                  | Période                       | Identité       | Étiquette | Qualité                              |
| ---------------------------------------- | ----------------------------- | -------------- | --------- | ------------------------------------ |
| Les données manquantes sont à compléter. |                               |                |           |                                      |
|                                          | 1876                          | M. Cardot      |           |                                      |
| 1877                                     | après 1879                    | M. Dangenne    |           |                                      |
| avant 1988                               | ?                             | Roger Joachim  |           |                                      |
| mars 2001                                | mars 2014                     | Pierre Vivenot |           |                                      |
| mars 2014                                | En cours (au 12 juillet 2020) | Fabrice Féron  | SE        | Cadre Réélu pour le mandat 2020-2026 |

## Démographie
Évolution démographique
L'évolution du nombre d'habitants est connue à travers les recensements de la population effectués dans la commune depuis 1793. Pour les communes de moins de 10 000 habitants, une enquête de recensement portant sur toute la population est réalisée tous les cinq ans, les populations de référence des années intermédiaires étant quant à elles estimées par interpolation ou extrapolation. Pour la commune, le premier recensement exhaustif entrant dans le cadre du nouveau dispositif a été réalisé en 2007.

En 2022, la commune comptait 1 807 habitants, en évolution de −3,32 % par rapport à 2016 (Aisne : −1,97 %, France hors Mayotte : +2,11 %).
| 1793  | 1800  | 1806  | 1821  | 1831  | 1836  | 1841  | 1846  | 1851  |
| ----- | ----- | ----- | ----- | ----- | ----- | ----- | ----- | ----- |
| 1 146 | 1 339 | 1 295 | 1 306 | 1 463 | 1 518 | 1 567 | 1 654 | 1 528 |

| 1856  | 1861  | 1866  | 1872  | 1876  | 1881  | 1886  | 1891  | 1896  |
| ----- | ----- | ----- | ----- | ----- | ----- | ----- | ----- | ----- |
| 1 475 | 1 634 | 1 758 | 1 717 | 1 713 | 1 686 | 1 706 | 1 665 | 1 711 |

| 1901  | 1906  | 1911  | 1921  | 1926  | 1931  | 1936  | 1946  | 1954  |
| ----- | ----- | ----- | ----- | ----- | ----- | ----- | ----- | ----- |
| 1 648 | 1 560 | 1 531 | 1 594 | 1 414 | 1 272 | 1 336 | 1 388 | 1 689 |

| 1962  | 1968  | 1975  | 1982  | 1990  | 1999  | 2006  | 2007  | 2012  |
| ----- | ----- | ----- | ----- | ----- | ----- | ----- | ----- | ----- |
| 1 567 | 1 534 | 1 441 | 1 543 | 1 574 | 1 710 | 1 821 | 1 832 | 1 946 |

| 2017  | 2022  | - | - | - | - | - | - | - |
| ----- | ----- | - | - | - | - | - | - | - |
| 1 837 | 1 807 | - | - | - | - | - | - | - |

La population et les hameaux,
Preuve de l'importance et de la vitalité de la commune, la population est estimée à 500 feux à la fin du XIIIe siècle. Elle reçut une foire franche en 1360.
La population de la commune n'a cessé d'évoluer environ 600 habitants en 1698, 850 habitants en 1760, 1 518 habitants en 1856, 1 689 habitants en 1954, 1 921 habitants en 2011.  
Parce qu'elles sont nées, se sont mariées ou sont décédées dans la commune, les personnes dont les patronymes figurent dans les actes d'état civil de la période 1805-1905 ont donné à Crépy une physionomie particulière. Certaines de ces familles dont il est fait mention dans les actes de cette période sont présentes dans la commune dès avant les années 1750, d'autres sont d'implantation plus récente mais sont considérées aujourd'hui comme des « vieilles » familles de Crépy. En tout état de cause, le relevé des actes permet de prendre connaissance des communes dont les familles sont issues.
Si majoritairement les unions se faisaient entre personnes natives de Crépy, ce qui explique les liens existant entre les différentes familles, on allait aussi chercher l'âme sœur dans les communes avoisinantes (Besny-Loizy, Bucy-lès-Cerny, Cerny-lès-Bucy, Cessières, Couvron, Laon, La Fère, Mesbrecourt, Saint Nicolas-aux-bois, Saint-Gobain, Vivaise... et aussi dès le début des années 1900 à Paris).
Du fait sans aucun doute des conditions de vie et/ou de la situation sanitaire d'ensemble de nombreuses phases de décès (épidémies, accidents) touchant adultes et enfants de toutes les classes sociales peuvent être constatées sur la période.
Après la guerre de 1914-1918, la physionomie de la commune change avec l'arrivée de migrants polonais, italiens et belges venus chercher du travail, participer à la reconstruction du pays et qui faisant souche constitueront avec les familles précédemment présentes le « noyau dur » de la population. L'essor économique et l'élévation du niveau de vie qui l'accompagne, le développement du lotissement du Beffroi à partir des années 1980 marqueront une nouvelle étape dans la structure de la population.
Si la population était concentrée jusqu'à la Première Guerre mondiale à l'intérieur des remparts de la ville, nombre d'habitants vivaient à l'écart dans les dépendances (hameaux ou lieux-dits).
Deux hameaux regroupaient un nombre non négligeable d'habitations et d'activités :
- le hameau dit « le Morieulois » était situé sur le chemin qui menait de Crépy à Coucy-le-Château au-delà du mont Sérival, actuel Mont Kennedy. Il ne reste aujourd'hui que très peu d'habitations ;
- le hameau de « Vertefeuille », dénommé selon les périodes « les Vertes Feuilles », « la Verte Feuille » était également actif et situé au bord de l'actuelle route départementale 1044, jadis route royale 44, puis route impériale et enfin route nationale 44 de Cambrai à Laon.

D'autres hameaux ou lieux-dits ne comportaient qu'une ferme, ou qu'un moulin ou encore qu'une maison isolée : Bût, Dandry, le Mont de Joie, Bellevue, le Chaufour, le Lavier, le Moulin de la Tombelle, le Grand moulin, Constantine, Santigny. Ces deux dernières appellations ont disparu des cartes actuelles.

### Éducation
- École maternelle de Crépy (rue du 14-Juillet).
- École primaire Victor-Schoelcher de Crépy (ruelle Hermance-Belseur) : école publique, académie d'Amiens, zone B, 244 élèves.

## Culture locale et patrimoine

### Lieux et monuments
Monuments historiques :

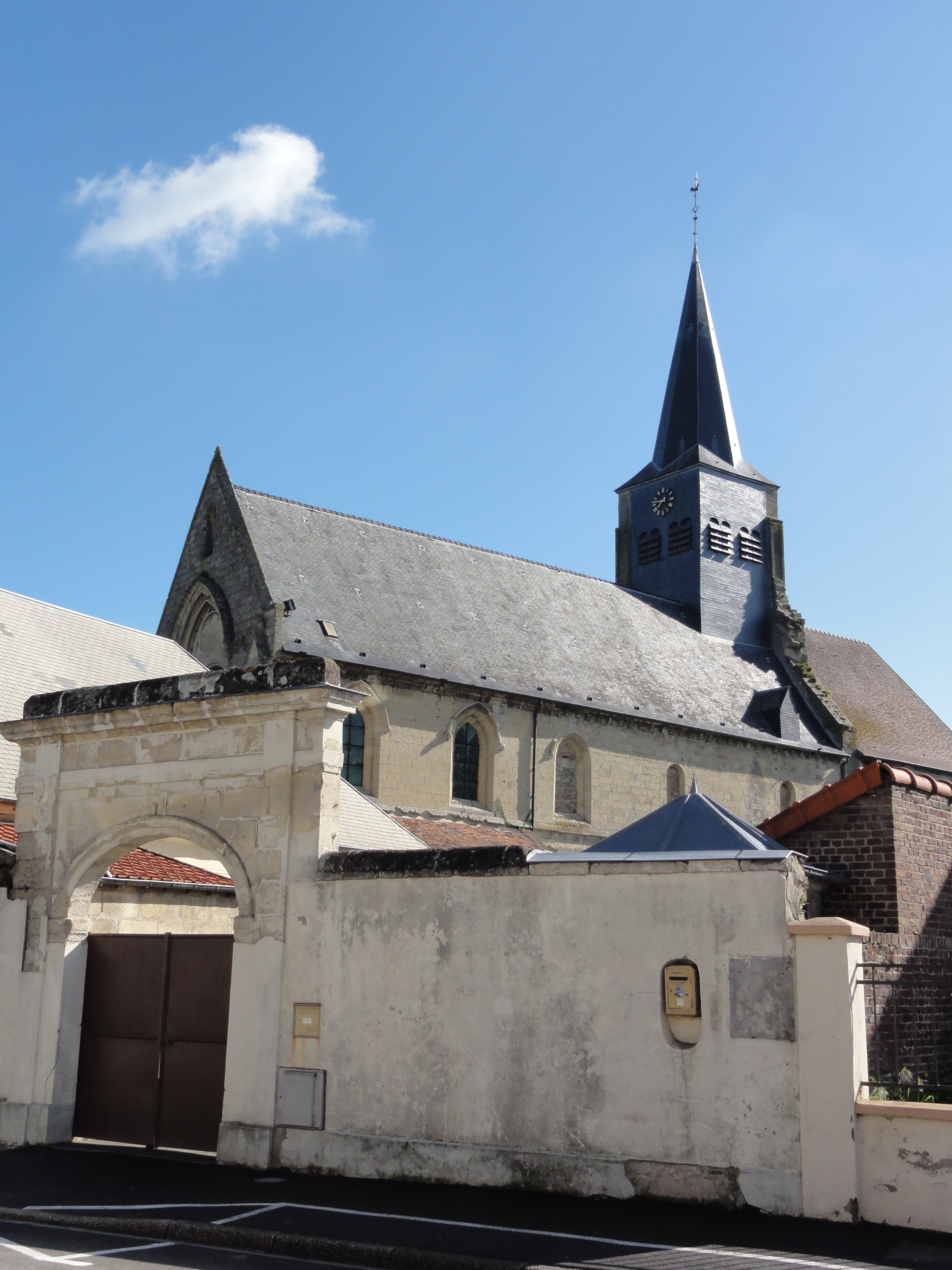
Église Notre-Dame.

- Église Notre-Dame (traité de Crépy entre François Ier et Charles Quint), classée MH le 4 janvier 1921.
- Église Saint-Pierre, classée MH en 1921 de construction composite du XIIe au XVIIe siècle. À l'intérieur, outre des boiseries, on peut y voir un tableau qui représente un christ en croix. Ce tableau est un élément d'un retable du XVIIIe siècle.
- Lieu-dit du Bois de l'Épine, emplacement du canon le Wilhelm geschutze (arme de Guillaume) surnommé le Parisgeschütz (canon de Paris), de calibre 210 mm[42] (à ne pas confondre avec la Grosse Bertha[43], qui tira sur Paris durant la Première Guerre mondiale). Classé MH le 28 avril 1922.

Sites :
- Les remparts : talus entourant le village, ancien système de défense, aujourd'hui planté de pommiers à cidre.

Une trace des remparts, dont la construction et le démantèlement sont très liés à l'histoire de Crépy, ville fortifiée dès le XIVe siècle, subsiste avec les voies dénommées aujourd'hui « rempart du nord » et « rempart du midi ».
Les remparts étaient constitués d'un mur de maintien, un remblai en pente douce côté ville, et un remblai abrupt côté extérieur avec un chemin de ronde, un fossé de fortification permettant d'inonder les marais qui entouraient la ville. Des parties de fossé étaient maintenues en eau en permanence, d'autres étaient inondées en cas de besoin par trois écluses situées à la porte de Saint-Quentin, au lavoir du Parlement et à la porte de Laon.
Jusqu'en 1590 seules deux  portes fortifiées permettaient d'accéder à la ville : la porte de Saint-Quentin et la porte de Laon,,.
Après 1590 et jusqu'à la construction de la route Laon - La Fère dans les années 1780 des nouveaux accès ont été ouverts : accès à la route de La Fère (la porte Frise), à la route de Laon, à la route de Brie (Pont-Rouge), à la route de Coucy (Porte sablonnière), à la route de Couvron (modification de la porte de Saint-Quentin).
Le démantèlement définitif des remparts a eu lieu, en toute probabilité, au XVIIe siècle sur ordre de Mazarin à l'instar des remparts d'autres communes de la région.
- Le lavoir dit du Parlement
- L'abreuvoir du Fer à cheval. L'abreuvoir dit « du Fer à Cheval » ferme le quartier Notre-Dame avec à l'opposé le lavoir du Parlement. L'abreuvoir est alimenté par le ru, la Buzelle, qui poursuit son cours en voie souterraine de l'abreuvoir jusqu'au lavoir du Parlement.
- La maison natale d'Émile Dewoitine[46],[47] : située au no 22 rue Vigneron, face à l'église Notre-Dame, cette maison est la maison natale d'Émile Dewoitine, avionneur, né le 26 septembre 1892. Émile Dewoitine, qui, après de brillantes études sur Laon, avait quitté son pays natal, a pris une photo de sa maison vers 1955, lors d'un passage dans la commune. Il vendit cette maison en 1958 après en avoir hérité. Une plaque a été apposée sur cette maison en 1987, à l'initiative du conseil municipal et en présence de l'épouse d'Émile Dewoitine et quelques membres du personnel de l'Aérospatiale.

Les Monts :
- Autrefois dénommé Mont Sérival, le mont Kennedy a été ainsi dénommé à l'initiative de Roger Joachim, ancien maire de Crépy, en l'honneur et en souvenir des Américains basés à Couvron. Un monument a été érigé à la mémoire des frères Kennedy et a été ensuite transféré près du monument aux morts à la suite des dégradations successives à son encontre. Kennedy
- L'Ermitage, propriété communale en partie cultivée
- La Tombelle qui abrite une ancienne champignonnière ; tumulus et vestiges celtiques
- Les Avrilmonts où est situé le réservoir d'eau qui alimente la commune et plusieurs villages limitrophes.

### Personnalités liées à la commune

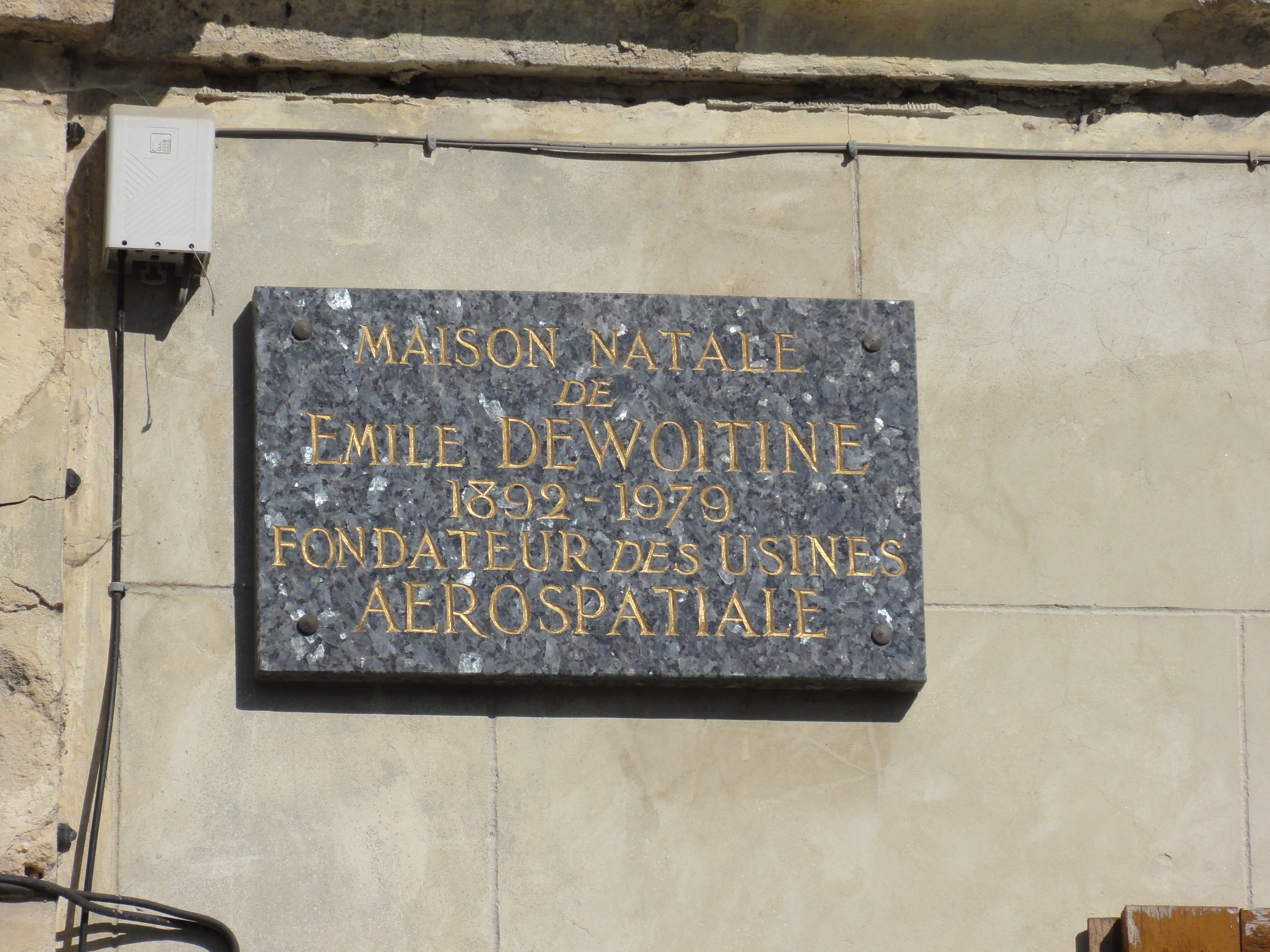
Plaque sur la maison natale d'Émile Dewoitine.

- Émile Dewoitine, né à Crépy le 27 septembre 1892. Industriel français, constructeur aéronautique qui à partir de 1920 a développé un grand nombre d'avions aussi bien civils que militaires.
 D'importantes usines implantées à Toulouse ont produit plus d'une cinquantaine de modèles différents jusqu'à la fin de la Seconde Guerre mondiale. Poursuivi pour collaboration après la guerre, il meurt à Toulouse en 1979.
- Henri Milloux[48], mathématicien, né à Crépy le 13 avril 1898. Élu membre non résidant de l'Académie des sciences le 11 mai 1959 (section de géométrie). Presque tous ses travaux se rapportent à la théorie des fonctions analytiques d'une variable complexe (discipline qui a connu un développement considérable, notamment en France, à la fin du siècle dernier et au début de celui-ci). Henri Milloux est décédé à Bordeaux le 28 juin 1980.

### Héraldique
| Blason de Crépy | Blason  | De gueules à trois épis de blé tigés et feuillés d'or passés en pal et en sautoir, au chef cousu de France. |
| Blason de Crépy | Détails | Le statut officiel du blason reste à déterminer.                                                            |

## Pour approfondir